# 俊藤光利
俊藤 光利（しゅんどう みつとし、1974年3月21日 - ）は、日本の俳優、声優。東京都出身。青年座映画放送所属。祖父は俊藤浩滋、叔母に富司純子、従姉に寺島しのぶ、従弟に八代目尾上菊五郎がいる。

## 略歴
東京都立城南高等学校（現：東京都立六本木高等学校）卒業。1994年に俳優デビュー。
2004年から2005年まで放送された『ウルトラマンネクサス』では、溝呂木眞也 / ダークメフィスト役を演じ強烈な印象を残した。

## 人物
特技は水泳、水球。
資格は調理師免許、普通自動車免許、自動二輪車免許、大型自動二輪免許。
溝呂木の印象から『ウルトラギャラクシー大怪獣バトル』のクマノ役のオファーをもらった時は抵抗があったという。

## 出演

### テレビドラマ
- 浅見光彦シリーズ「横浜殺人事件」（1996年、フジテレビ）
- 大河ドラマ（NHK）
  - 徳川慶喜（1998年） - 吉田寅次郎 役
  - 北条時宗（2001年） - 足利家時 役
  - 篤姫（2008年） - 大山綱良 役
- 水戸黄門 第28部 第14話「忍者が狙った御老公 -名張-」（2000年、TBS） - 久助 役
- 天花（2004年、NHK） - 田中光司役
- ウルトラシリーズ
  - ウルトラマンネクサス（2004年 - 2005年、CBC） - 溝呂木眞也 / ダークメフィスト 役
  - ウルトラギャラクシー大怪獣バトル（2007年、BS11） - クマノ 役
  - ウルトラギャラクシー大怪獣バトル NEVER ENDING ODYSSEY（2008年、BS11） - クマノ 役
- おみやさん（2005年、テレビ朝日）
- 生物彗星WoO（2006年、NHK）
- 柳生十兵衛七番勝負 最後の闘い（2007年、NHK） - 茂平 役
- 京都へおこしやす!（2008年、毎日放送） - 隆夫 役
- ヒットメーカー 阿久悠物語（2008年、日本テレビ） - 三木たかし 役
- 相棒（テレビ朝日）
  - season9 第16話（2011年2月23日） - 金谷陽充 役
  - season12 第16話（2014年2月19日） - 三沢泰彦 役
  - season22 第1話・第2話（2023年10月18日・25日） - 末次広平 役
- 終着駅シリーズ25 途中下車する女（2011年9月24日、テレビ朝日） - 古木久高 役
- 私は代行屋!2 〜事件推理請負人〜放火殺人の罠!?（2013年11月2日、朝日放送） - 神山孝介 役
- ラスト・ドクター〜監察医アキタの検死報告〜 第7話（2014年8月29日） - 真下浩一 役
- 潔癖クンの殺人ファイル1 汚れた招待状（2014年9月26日、フジテレビ） - 牛尾肇 役
- 逆転弁護士ヤブハラ2 京都・十七年前の真実（2015年10月7日、テレビ東京） - 南田裕也 役
- 警視庁ゼロ係〜生活安全課なんでも相談室〜 第2話（2016年1月22日、テレビ東京） - 麻田さやかの父 役
- 仮面ライダーギーツ（2022年 - 2023年、テレビ朝日） - ケケラ 役

### 映画
- 集団左遷（1994年）
- 必殺始末人（1997年）
- 新・第三の極道7 劇場版（1998年） - 藤堂組系剣勇会組員 イサム
- 鉄道員（1999年）
- 極道の妻たち 赤い殺意（1999年）
- 新・仁義なき戦い。（2000年）
- DRUG（2001年） - 殿山成一 役
- 修羅の群れ（2002年） - 稲原龍二（青年時代） 役
- いつかA列車に乗って（2003年）
- 無間地獄/凶悪金融道（2003年） - 玉城 役
- 無間地獄/凶悪金融道2（2003年） - 玉城 役
- DEVILMAN（2004年） - 長井 役
- 魁!クロマティ高校（2005年）
- KARAOKE-人生紙一重-（2005年） - 牧孝彦 役
- 明日への遺言（2008年） - 藤本正雄 役
- 大怪獣バトル ウルトラ銀河伝説 THE MOVIE（2009年） - クマノ 役
- 必死剣 鳥刺し（2010年） - 光岡 役
- ぼくが処刑される未来（2012年） - 紗和子の父親 役
- 図書館戦争（2013年）
- 仮面ライダーアマゾンズ THE MOVIE 最後ノ審判（2018年） - 志藤真 役[6]
- VAMP（2019年8月23日公開）

### 舞台
- 真田十勇士（2013年8月 - 10月、赤坂ACTシアターほか） - 大野治房 役
- 海峡の光（2014年4月11日 - 29日、よみうり大手町ホール）

### オリジナルビデオ
- 実録・最後の愚連隊（2002年） - 林一派 内田惣一 役
- 新宿暴力街 華火（2007年） - アラキ(刑事) 役
- ウルトラシリーズ
  - ウルトラ銀河伝説外伝 ウルトラマンゼロVSダークロプスゼロ（2010年） - クマノ 役
  - ウルトラマンゼロ外伝 キラー ザ ビートスター（2011年） - クマノ 役
- 仮面ライダーW RETURNS 仮面ライダーアクセル（2011年） - 大野幸弘 役

### ウェブドラマ
- 仮面ライダーシリーズ
  - 仮面ライダーアマゾンズ（2016年4月配信開始、Amazon Prime Video、同年7月から9月までBS朝日、TOKYO MXでも放送[7]） - 志藤真 役
  - 仮面ライダーアマゾンズ シーズン2（2017年4月配信開始、Amazon Prime Video） - 志藤真 役
  - ギーツエクストラ 緊急特番 蔵出し!デザグラスペシャル（2023年10月8日、東映特撮ファンクラブ） - ケケラ 役[8]

### バラエティ
- そこ知り（2005年、静岡放送）

### PV
- LIV「Try」（2002年）
- LIV「未来の花」（2005年）

### テレビアニメ
- ソードアート・オンライン（2012年、盗賊）
- ムシブギョー（2013年、根津甚八[9]、黒蜘蛛組）
- 四月は君の嘘（2014年、審査員、観客）
- Dimension W（2016年、ロボット）
- Bloodivores（2016年、ロッド）
- 啄木鳥探偵處（2020年、足立）
- ルパン三世 PART6（2021年、クロスビー）
- リコリス・リコイル（2022年、ジン）
- チェンソーマン（2022年、部下A、部下、アナウンサー）
- AIの遺電子（2023年、リョウ）

### 劇場アニメ
- 金の国 水の国（2023年）

### OVA
- 新テニスの王子様（2012年[注 1]、円城寺和輝[10][11]）

### Webアニメ
- 無限の住人-IMMORTAL-（2019年 - 2020年、客の男、同心）
- ルパン三世VSキャッツ・アイ（2023年、警察〈無線〉A）

### ゲーム
- ウルトラマンネクサス（2005年、ダークメフィスト）
- ムシブギョー（2013年、根津甚八[12]）
- ゴースト・オブ・ツシマ －Ghost of Tsushima Director's Cut－（2021年、｀蔵（テンゾウ））

### 吹き替え

#### 担当俳優
コモン
- ジョン・ウィック:チャプター2（2017年、カシアン）
- オーシャンズ8（2018年、本人役）
- ハンターキラー 潜航せよ（2019年、ジョン・フィスク）

- 私の"初めて"日記（2021年、クリス・ジャクソン）

#### 映画（吹き替え）
2014年
- ローン・サバイバー

2016年
- ゴーストバスターズ
- トランスポーター イグニション（ベクタウィ警部〈サミール・ゲスミ〉）
- マックス&エリー 15歳、ニューヨークへ行く!（フランク〈ジョシュ・ルーカス〉）

2017年
- 海底47m（ハビエル〈クリス・J・ジョンソン〉）
- ゲットバック -人質奪還-（ビショップ〈ステュアート・ベネット〉）
- トンネル 闇に鎖された男（キム・デギョン〈オ・ダルス〉）
- 胸騒ぎのシチリア（ポール〈マティアス・スーナールツ〉）
- ワイルド・スピード ICE BREAK（ラルド〈セレスティーノ・コニーエル〉）

2018年
- アウトロー・キング スコットランドの英雄 ※Netflix版
- シックス・バルーン（ジャック〈ダワン・オーウェンズ〉）
- ジュマンジ/ウェルカム・トゥ・ジャングル（バイク兵長）
- TAU/タウ（重役）
- ネイビーシールズ ナチスの金塊を奪還せよ!（ペトロヴィッチ）
- ホース・ソルジャー（ショーン・コファーズ〈ジェフ・スタルツ〉）
- モリーズ・ゲーム（ディーン・キース〈ジェレミー・ストロング〉）

2019年
- The Witch 魔女（チェ〈パク・ヒスン〉）
- セカンド・アクト（トレイ〈マイロ・ヴィンティミリア〉）
- オーバー・エベレスト 陰謀の氷壁（マーカス・ホーク〈グラハム・シールズ〉）

2020年
- タイラー・レイク -命の奪還-
- トリプル・スレット（コリンズ〈スコット・アドキンス〉）
- 沈黙の鉄槌（マンス〈DMX〉）
- 野性の呼び声（ペロー〈オマール・シー〉）

2021年
- 愛すべき夫妻の秘密
- ザ・グラッジ 死霊の棲む屋敷（ウィリアム・マシソン〈フランキー・フェイソン〉）
- オール・マイ・ライフ（デイヴ〈ジェイ・ファロー〉）
- ガンズ・アキンボ（リクター〈ネッド・デネヒー〉）
- ロックダウン（デヴィッド〈デュレ・ヒル〉）
- ケイト

2022年
- モービウス
- ムーンフォール（マーカス）

2023年
- アート・オブ・ウォー（ブライ〈マイケル・ビーン〉）※Netflix版

#### ドラマ
- キャサリン スペイン王女の華麗なる野望（オビエド〈アーロン・コブハム〉[26]）
- THE FLASH/フラッシュ（トニー・ウッドワード / ガーダー〈グレッグ・フィンリー〉）
- ナイトシフト 真夜中の救命医
- PERSON of INTEREST 犯罪予知ユニット
- リターンド/RETURNED
- エレメンタリー ホームズ&ワトソン in NY
- シカゴ・メッド（クロケット・マルセル〈ドミニク・レインズ〉）
- ブラインデッド:ゾウズ・フー・キル（トーベン・ヴィスィンゲ〈カスパ・ライスナ〉[27]）
- ブラック・ダヴ（ジェイソン〈アンドリュー・コージ〉）

#### アニメ
- フリージ（ウム・ハマスの2番目の夫、修理屋、医者、警官、女囚人E）
- レゴ バイオニクル 〜進化への道のり〜（英語版） ※2016年にNetflixで制作/配信
- 魔法が解けて（パパ・エルフォ 他）
- ストレンジ・ワールド/もうひとつの世界（シェルドン[28]）

### 玩具
- 仮面ライダーギーツ PREMIUM DXメモリアルブジンソードレイズバックル（2025年1月）
- ウルトラマンネクサス ウルトラレプリカ ダークエボルバー（2025年11月）